# Steen (Minnesota)
Steen é uma cidade localizada no estado americano de Minnesota, no Condado de Rock.

## Demografia
Segundo o censo americano de 2000, a sua população era de 182 habitantes.
Em 2006, foi estimada uma população de 178, um decréscimo de 4 (-2.2%).

## Geografia
De acordo com o United States Census Bureau tem uma área de
1,1 km², dos quais 1,1 km² cobertos por terra e 0,0 km² cobertos por água.

## Localidades na vizinhança
O diagrama seguinte representa as localidades num raio de 16 km ao redor de Steen.